# Мария Браняс Морера
Мария Браняс Морера (на каталонски: Maria Branyas Morera) е испанска свръхдълголетница. Тя е най-възрастният жив човек на света, след като Люсил Рандон почива на 17 януари 2023 г., и най-дълго живеещият човек в Испания от смъртта на Хосефа Сантос Гонсалес на 22 декември 2019 г.

## Биография
Морера е родена в Сан Франциско, Калифорния, на 4 март 1907 г., там където семейството ѝ се премества предишната година. Тя е дъщеря на журналист емигрант и има трима братя и сестри: момче и две момичета. От 1909 г. живее в Сан Франциско, а през 1911 г. семейството се премества в Ню Орлиънс, където баща ѝ основава списание Mercury, предназначено за латиноамериканската аудитория, което скоро става доста успешно. През 1915 г., в разгара на Първата световна война, баща ѝ се разболява тежко и те решават да се върнат в родното място на семейството – Каталония. Но по време на пътуването баща ѝ умира от туберкулоза. Освен това по време на същото пътуване тя пада от един от етажите на кораба, с който са пътували, и въпреки че първоначално не осъзнава това, според собствените ѝ показания, именно там е загубила слуха на едното си ухо.
Майката и дъщерята се установяват в Каталония, по-точно в Барселона, където живеят няколко години. Няколко години живеят и в Баньолес, където Морера се обучава на умения като четене, писане, музика и рисуване, накратко, на изкуства. След като се установяват, купуват втора къща в Коста Брава, където прекарват лятото. Там се запознава с лекаря Жоан Морет, за когото се омъжва на 23-годишна възраст през 1930 г., а по-късно има три деца, единадесет внука и тринадесет правнука. Тогава тя се премества да живее в Рамбла де Жирона заедно с Жоан. Когато в Испания започва Гражданската война, те са принудени да напуснат заедно с двете си деца – Аугусто и Мария Тереса. Това се дължи на позицията на съпруга на Мария: той е лекар и по това време е смятан за човек, който е благосклонен към бунтовниците. Всъщност той дори попада в списъка на преследваните като врагове на републиката, което в крайна сметка подтиква семейството да напусне. Въпреки че не симпатизират изцяло на нито една от двете враждуващи страни, те трябва да се присъединят към страната на националистите от съображения за удобство и социален статус.
Първият човек, който бяга от Каталония, е Жоан и негов колега, като първо отива в една къща в Олот, където има братовчеди, които скриват него и колегата му, докато успеят да преминат пеша границата с Франция. По-късно Мария също трябва да избяга с децата си, които са малки. Те трябва да преминат границата през митницата, скрити в задната част на камион на френски превозвач.
Съпругът ѝ трябва да отиде на фронта по време на войната, за да лекува ранените, независимо от коя страна са, и през този период, за да му помогне, Мария работи като медицинска сестра заедно с него.
През следвоенния период, въпреки мизерията и глада, тя и семейството ѝ нямат много сериозни проблеми поради положението и социално-икономическия си статус. След като следвоенните трудности са отминали, а по улиците цари спокойствие и по-голямата част от населението е икономически стабилно, Мария, освен че е домакиня, грижи се за децата си и върши цялата домакинска работа, поддържа приятелства и води много активен социален живот, пътува и спортува.
Понастоящем, от 92-годишна възраст и след един сравнително спокоен живот след гражданската война и следвоенния период, тя живее в дом за възрастни хора в Олот, Санта Мария дел Тура, по свой избор. До 105-годишна възраст, въпреки възрастта си, тя поддържа активен живот, свири на пиано, чете вестници и дори прави малко гимнастика всяка сутрин.
На 113-годишна възраст, през 2020 г., тя научава за ново и исторически значимо събитие: пандемията Covid-19. Самата тя се заразява, но го изкарва безсимптомно. Тя става най-старият човек, оцелял от COVID-19 до деня, в който 116-годишната (тогава) Люсил Рандон излиза с положителна проба и става рекордьор.

## Дълголетие
Когато Хосефа Сантос Гонсалес почива на 22 декември 2019 г., тя официално става най-старият жив човек в Испания.
На 10 октомври 2021 г. Мария Браняс Морера става втората най-дълголетна испанка за всички времена, чиято възраст е официално призната, след 116-годишната Ана Мария Вела Рубио. На 19 август 2022 г., след смъртта на Текла Юневич от Полша, тя става вторият най-стар жив човек в света след Люсил Рандон от Франция, а след нейната смърт на 17 януари 2023 г. Мария става най-старият жив човек в света.